# طابع وهمي
الطابع الوهمي أو الطابع الزائف هو عبارة عن ملصق يشبه طابع البريد، وهو غير صالح للاستخدام البريدي. الطوابع الوهمية هي نوع من طوابع سندريلا، ونوعاها الرئيسيان هما طوابع الاختبار وطوابع التدريب، المستخدمة لاختبار المعدات البريدية أو تدريب عمال البريد، وطوابع نموذجية للطابعات، مصممة للترويج أو إظهار كفاءة وقدرات الطباعة لدى طابعي الطوابع.
في الولايات المتحدة، يشير المصطلح أساسًا إلى طوابع الاختبار والتدريب، بينما يُستخدم المصطلح في المملكة المتحدة على نطاق أوسع ليشمل الطوابع الترويجية ونماذج الطوابع التي ينتجها أصحاب المطابع. يُستخدم المصطلح في المملكة المتحدة منذ عام 1949 على الأقل، عندما أشارت تقارير وقائع الجمعية الملكية لهواة الطوابع في لندن إلى عرض "طوابع وهمية" أُنتجت بالتزامن مع مفاوضات عقد طباعة طوابع بريدية لجنوب أفريقيا. في عام 1981، عرضت نشرة الطوابع البريطانية نماذج طوابع من مجموعة ريجينالد فيليبس التي أنتجتها شركة دو لا رو.

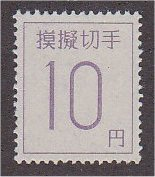
طابع وهمي